# Sangonera La Verde
Sangonera la Verde est une localité de l'Espagne et un district de la municipalité de Murcie. Elle se trouve à environ 9 km de la capitale régionale, Murcie.

## Monuments
- Église de Nuestra Señora de los Ángeles
- Chapelle de la Santa Cruz.

## Fêtes
- Ntra Sra de los Angeles (2 août)
- La Santa Cruz
- Carnaval
- Semaine Sainte

## Sports
La ville possède son propre stade de football, le Stade El Mayayo, qui a accueilli le club du Sangonera Atlético CF, et désormais de l'UCAM Murcia CF.

## Galerie

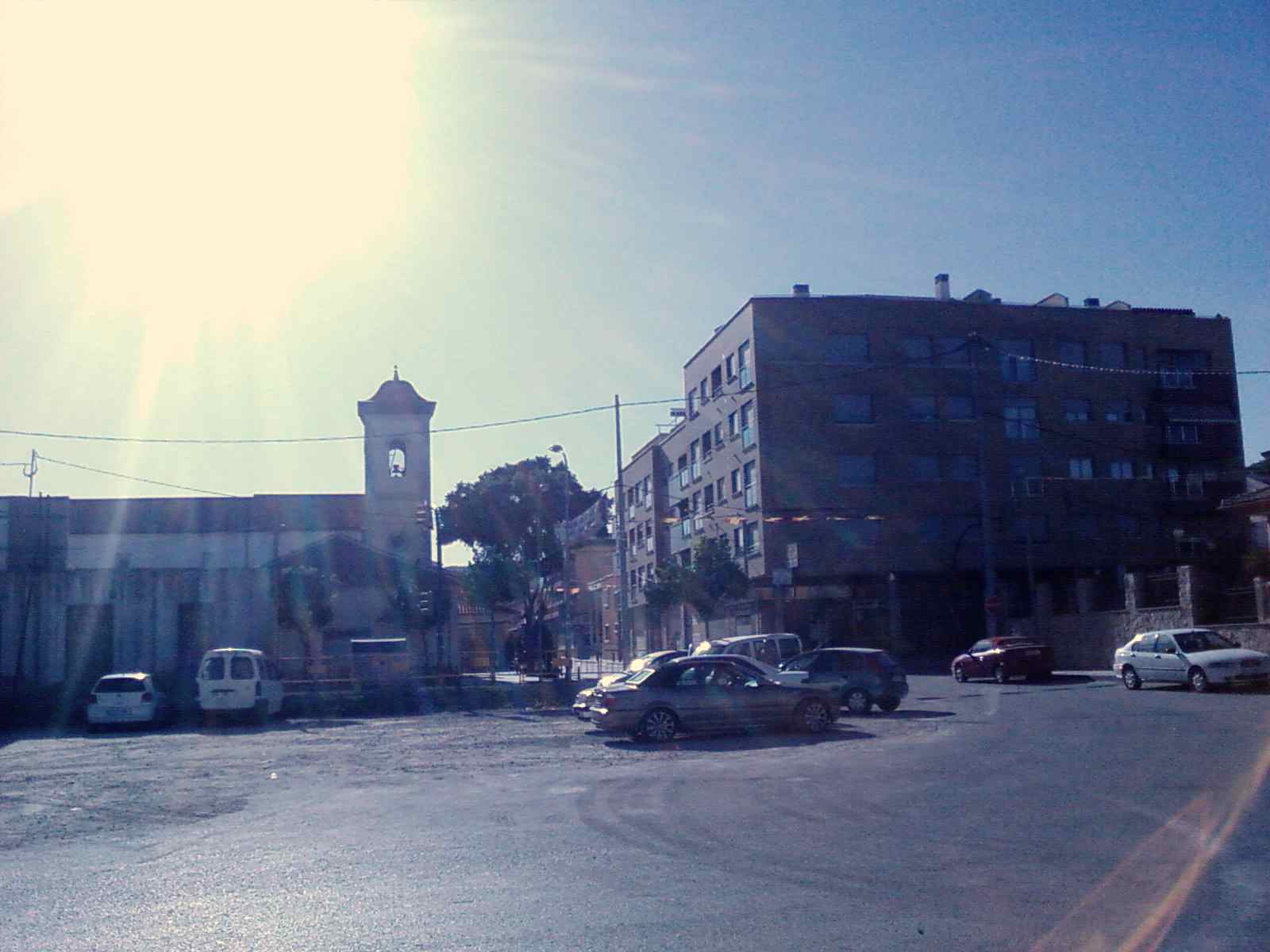
Rue de l'église et l'église de Sangonera La Verde
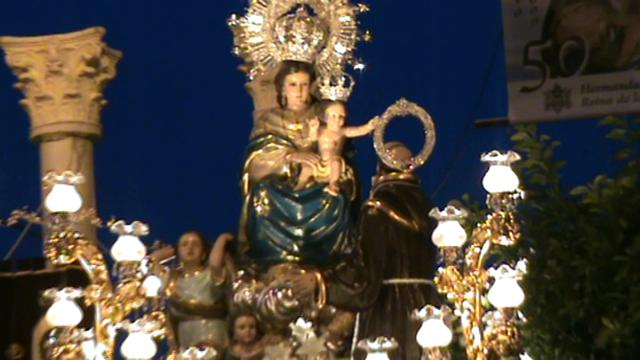
Notre-Dame-des-Anges, sainte patronne de la ville lors de la cérémonie du 50e anniversaire de son couronnement